# Río Motu
El río Motu es un río en el noreste de la Isla Norte de Nueva Zelanda.
Surge de las laderas del Parque nacional Ureweray y se extiende al este pasando por Matawai y Motu y luego atraviesa la cordillera deshabitada , con montañas muy empinadas y todavía densamente cubierto de selva tropical, desembocando finalmente en el norte en la Bahía de Plenty,a 32 km (20 millas) al norte de Opotiki , recibe varios afluentes a lo largo de su curso.

## Pesca
En la parte media y alta hay una buena población de trucha común, con un promedio alrededor de 1 a 2 kg.
No hay límite de tamaño, pero si de cantidad en la parte alta con tan solo dos truchas como máximo y sin usar como método el cebo.

## Historia
- En agosto de 1965, el Comité de Planificación de Energía decide abandonar, por lo menos durante algún tiempo, los planes hidroeléctricos en el río.[4]

- En 1984 fue el primero en ser protegido por una Orden Nacional de Conservación de Agua.[5]

- En 2009 se hizo un control de la calidad del agua para una nueva área de producción lechera en la cuenca de Motu.[6]

## Ocio
Es muy utilizado para el turismo de aventura (conoas, jet y rafting).
Han abierto dos rutas para bicicletas desde Gisboure a Opotiki, pasando por Matawai y Motu, por donde trascurre el curso del río.